# Пермякова, Александра Андреевна
Александра Андреевна Пермякова (род. 17 октября 1949, Питерка, Тамбовская область) — советская и российская артистка, с 1995 года — художественный руководитель хора имени М. Е. Пятницкого. Заслуженный работник культуры Российской Федерации (1993), заслуженный деятель искусств Российской Федерации (1999), заслуженная артистка Республики Мордовия, народная артистка России (2007), заслуженный деятель искусств Республики Дагестан (2017). Почётный профессор Российского института театрального искусства имени Луначарского. Кавалер ордена «За заслуги перед Отечеством» IV степени (2019) и III степени (2025). В 2011—2018 годах — член совета при Президенте РФ по культуре и искусству.

## Биография
Александра Андреевна Пермякова родилась 17 октября 1949 года в селе Первая Питерка Тамбовской области. Активно участвовала в художественной самодеятельности и на одном из песенных конкурсов своим звонким голосом (сопрано) обратила на себя внимание солистки Хора имени М. Е. Пятницкого. В этом коллективе в 1971 году Александра Пермякова начала свою творческую деятельность как рядовая хористка, став впоследствии солисткой хора.
В дальнейшем Александра Андреевна окончила факультет режиссёров эстрады Российского государственного института театрального искусства и в 1989 году возглавила Хор имени Пятницкого в качестве директора. С 1995 года и по сей день является его художественным руководителем.
В тяжёлые для коллектива годы — в период конца 80-х и 90-х годов — Пермякова благодаря своим организаторским и творческим способностям смогла не только сохранить хор, но и вывести его на новый качественный уровень.
Помимо своей основной деятельности Александра Андреевна является режиссёром-постановщиком различных праздников, фестивалей, акций и церемоний. Она проводит огромную педагогическую деятельность: проводит мастер-классы для руководителей, артистов, творческих коллективов и студентов театральных вузов. Она внесла большой вклад в развитие культурного взаимодействия и сотрудничествами между народами России, стран СНГ и дальнего зарубежья.

## Общественная позиция
В 2018 году Александра Пермякова была доверенным лицом Владимира Путина на президентских выборах. 7 января 2023 года, на фоне вторжения России на Украину, внесена в санкционный список Украины.

## Награды и звания
- Орден «За заслуги перед Отечеством» III степени (25 марта 2025 года) — за вклад в развитие отечественной культуры и искусства, многолетнюю плодотворную деятельность[9].
- Орден «За заслуги перед Отечеством» IV степени (4 октября 2019 года) — за большой вклад в развитие отечественной культуры и искусства, многолетнюю плодотворную деятельность[10].
- Орден Почёта (2 марта 2011 года) — за большой вклад в развитие отечественной культуры и сохранение традиций русского народного искусства[11].
- Народная артистка Российской Федерации (6 августа 2007 года) — за большие заслуги в области искусства[12].
- Заслуженный деятель искусств Российской Федерации (22 ноября 1999 года) — за заслуги в области искусства[13].
- Заслуженный работник культуры Российской Федерации (23 ноября 1993 года) — за заслуги в области культуры и многолетнюю плодотворную работу[14].
- Заслуженная артистка Республика Мордовия.
- Заслуженный деятель искусств Республики Дагестан (21 сентября 2017 года) — за заслуги перед республикой и многолетний добросовестный труд[15].
- Государственная премия Российской Федерации в области литературы и искусства (9 июня 2023 года) — за вклад в сохранение и развитие традиций народного искусства[16].
- Премия Правительства Российской Федерации 2009 года в области культуры — за создание концертной программы «Россия - Родина моя».
- Почётная грамота Правительства Российской Федерации (14 октября 2024 года) — за большой вклад в развитие и сохранение лучших традиций русского национального хорового искусства, многолетнюю творческую деятельность[17].